# Karla Karch-Gailus
Karla Karch-Gailus (* 26. August 1964 in Vancouver, British Columbia) ist eine ehemalige kanadische Basketballspielerin, die an den Olympischen Sommerspielen 1996 und 2000 teilnahm. Bei den amerikanischen Meisterschaften in Kuba 1999 gewann sie Bronze. Bei den Panamerikanischen Spielen 1987 in Indianapolis gewann sie Bronze und bei den Panamerikanischen Spielen 1999 in Winnipeg gewann sie Silber.